# 声爆

一个2.92马赫的飞机生成的音爆，圆锥角度为20°。当圆锥边缘的冲击波穿越观察者的位置，他会听到一声爆炸，在此之前他是听不到音爆的。

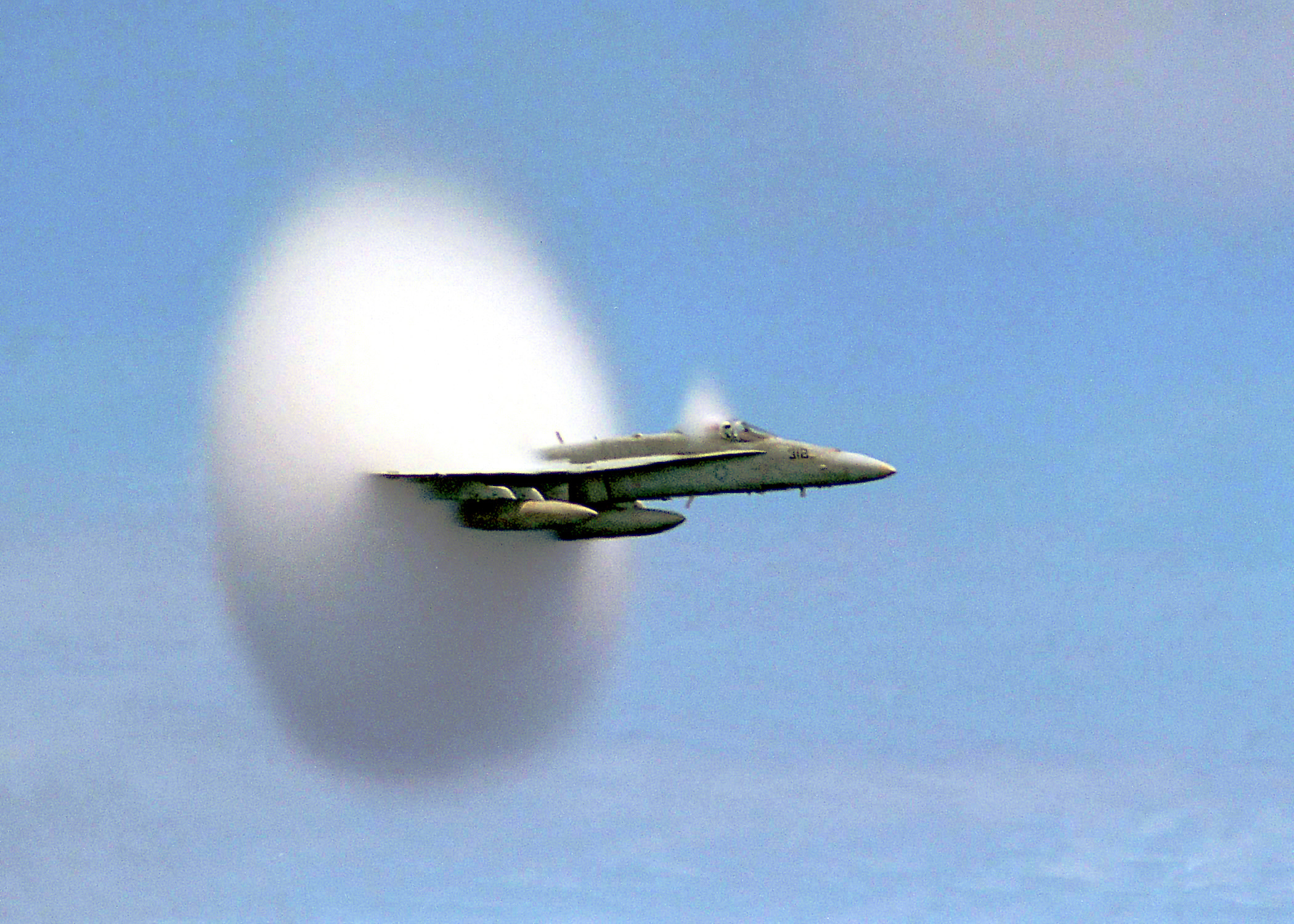
當飛機突破音障的時候，有时在飞行器后方产生云雾，这是因为飞行器后方的气压降低导致温度下降，空气中的水气凝结形成的小液滴。

聲爆（或音爆，英文：Sonic boom）是在空氣中運動的物體速度突破音障時，產生衝擊波而伴生的巨大听起来像爆炸一样。超音速的子弹飞过头顶，或者挥动长牛鞭，都会产生较大的噼啪声，这些都是微型的音爆。
通常聲爆是由超音速戰鬥機或其他超音速飛行器，如進行跨音速飛行時造成的，而另外槍械射擊時所產生的爆音亦同樣是一種聲爆。飛機在以較低速度飛行時產生的聲音是向各個方向傳播的。由於飛機的快速運動，飛機頭部發出的聲波受到擠壓，而飛機尾部發出的聲波則被擴散，集中在一個錐形範圍之中。
當飛機以音速飛行時，飛行的速度比它發出的聲波的速度更快。觀察快速行駛的汽艇可以發現，汽艇的速度比它形成的水波快，以致於水波不是在汽艇的周圍以圓圈形式傳播，而是排成三角形，三角形的頂尖正好與汽艇的頭部相重合。對於音速飛行的飛機，由於聲波是向各個方向傳播的，形成的就不是三角形，而是圓錐形，錐體的頂尖位於機身上。在這個錐體中，飛機的聲波被壓縮成單個脈衝，這個錐體被飛機「拖著」，並向四周擴散，直至飛機過去後，聲音才到達我們的耳朵，於是我們突然感到一個衝力，這就是聲爆現象。

## 噪音問題
产生音爆的飞机外形与观察者之间的距离，很大程度上取决决定了音爆的声音大小。通常情况下，音爆听起来是两声沉沉的爆炸响，而此时飞行器距观察者还有一段距离。但是正如亲眼目睹航天飞机着陆的人们所听到的，当飞机在附近时，音爆是更尖锐的梆梆声和噼啪声，像烟花表演里爆竹的声响。
有一种常见的误解，就是从次音速到超音速的过程中只产生一次音爆。实际上，在整个超音速飞行中，音爆在接地区域（boom carpet）是一直持续着的，飛機飛到哪裡，尾後就會拖著噪音的衝擊波，所以超音速飛機只能在海上飛行，或者飛到25公里以上的高層大氣，因為在那裡近乎真空，大氣密度只有地面的5%以下，否則這條航線沿途必然引起居民的對噪聲的抗議。一个驾驶协和飞机的前飞行员说：“在飞机上你什么都听不到，只能看见压力波向飞机下移动——这在飞机仪表上也能读出来，1马赫时是听不到音爆的。音爆更像船的尾迹，在我的身后。”

## 对健康的影响
有研究宣称，美国海军在波多黎各的別克斯島制造的音爆，增大了声振类疾病的发病率，使心脏组织增厚。

## 集
- 查克·葉格在1947年10月14日駕駛貝爾X-1突破音障
- F-14雄貓式戰鬥機挾著聲爆飛掠
- F-14A雄貓式戰鬥機以超音速飛掠羅斯福號航空母艦
- 哥倫比亞號太空梭在起飛後45秒鐘穿越音障

## 外部連結
- 網上聲爆短片 （页面存档备份，存于）
- 音爆解說(英語) （页面存档备份，存于）